# Резня в Страсбурге
Страсбургская резня — резня еврейской общины Страсбурга, произошедшая 14 февраля 1349 года. Тогда несколько сотен евреев были публично сожжены заживо, а остальные изгнаны из города. Это было одним из примеров еврейских погромов во время Чёрной Смерти.
Начиная с весны 1348 года, в европейских городах начались погромы евреев. Начавшись в Тулоне, к ноябрю того же года они распространились через Савойю на немецкоязычные территории. В январе 1349 года сожжения и убийства евреев происходили в таких городах, как Эрфурт, Базель и Фрайбург, а 14 февраля, в день «Святого Валентина» еврейская община города Страсбурга была уничтожена.
Это событие было тесно связано с восстанием гильдий пятью днями ранее, последствием которого было смещение мастеров-торговцев, уменьшение власти патрицианской буржуазии, которая до этого управляла почти исключительно, и увеличение власти групп, участвовавших в восстании. Аристократические семьи Цорна и Мюлленхайма, которые были вытеснены из совета и их офисов в 1332 году, восстановили большую часть своей власти. Гильдии, которые до тех пор не имели возможности участвовать в политической жизни, могли занять самое важное положение в городе-положение Амманмейстера. Восстание произошло из-за того, что большая часть населения, с одной стороны, считала власть господ-торговцев слишком большой, особенно власть тогдашнего Амманмейстера Питера Сварбера, а с другой стороны, было желание положить конец политике защиты евреев под руководством Питера Сварбера.

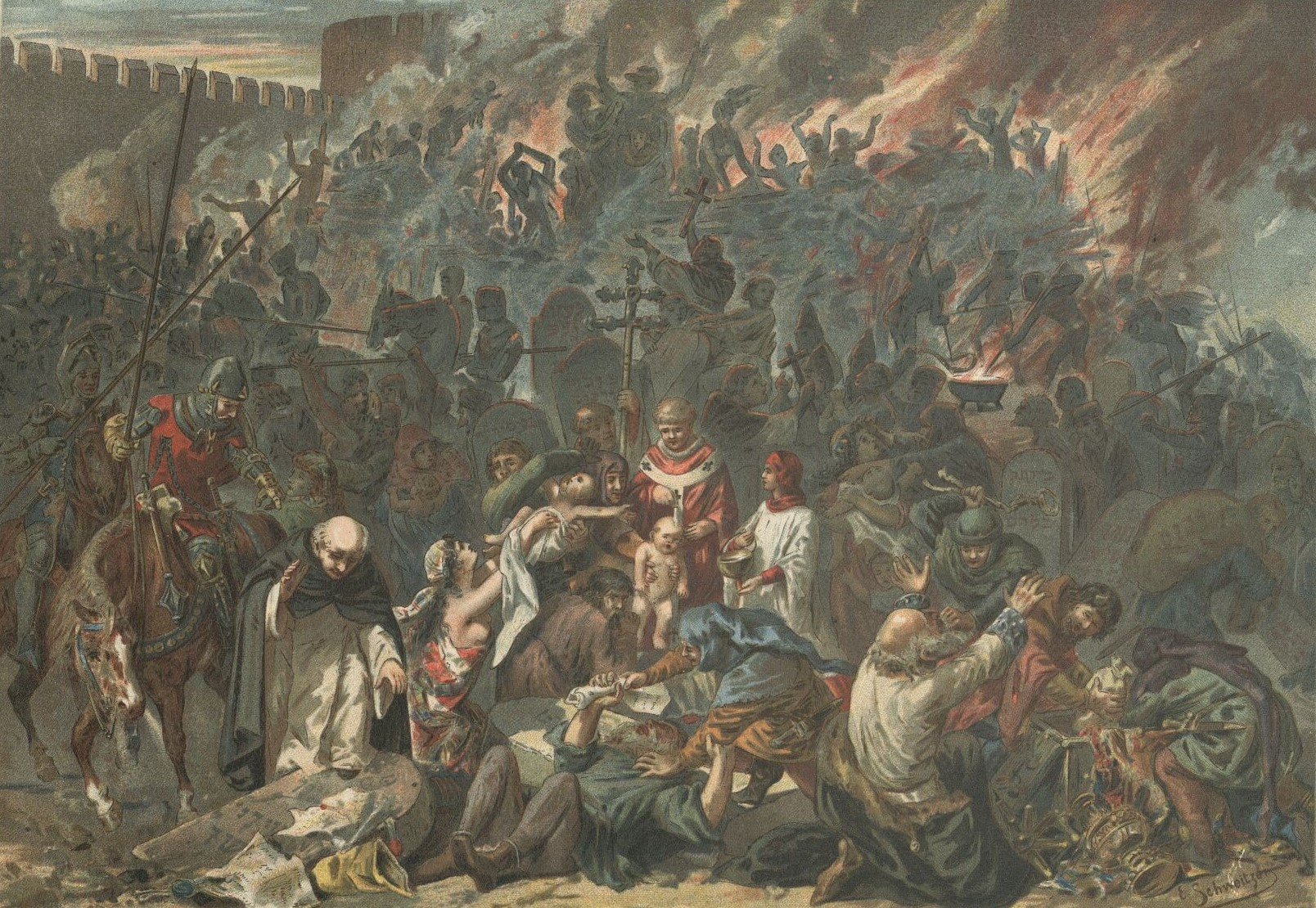
Еврейский погром в Страсбурге (Эмили Швайтцер)

## Причины

### Антисемитские настроения в народе
Развитие антисемитизма в Средние века находило благодатную почву в религиозных и социальных негодованиях против евреев, которых обвиняли в богоубийстве, осквернении гостии, ритуальных убийствах христиан, колдовстве, распространении заразы и т. п.
Благодаря своей роли ростовщиков, одной из немногих профессий, доступных евреям, которым местное и часто каноническое право запрещало владеть землей или быть фермерами, евреи заняли важное положение в экономике города. Однако это принесло серьёзные проблемы. Летописцы сообщают, что евреев критиковали за их деловую практику: говорили, что они были настолько высокомерны, что не желали никому уступать первенство, и те, кто имел с ними дело, едва ли могли прийти к соглашению с ними. Эта предполагаемая безжалостность евреев, однако, не проистекала из какой-либо особой жестокости, а скорее была вызвана огромными поборами и налогами, которые они были вынуждены платить, главным образом в обмен на защиту. Формально евреи все ещё принадлежали к палате царя, но он уже давно уступил эти права городу (подтверждение соответствующих прав города при Карле IV произошло в 1347 году). Поэтому Страсбург взял на себя большую часть налогов евреев, но взамен должен был взять на себя их защиту (точная сумма налогов определялась письменными соглашениями). Чтобы удовлетворить требования города, евреи должны были соответственно вести дела, но тем самым ещё больше усиливали антисемитизм населения и, конечно же, должников.
С угрозой Черной смерти были также обвинения в отравлении колодцев, и некоторые из них теперь открыто призывали к сожжению евреев.

### Политика правительства по защите евреев
В отличие от большинства населения, совет и мастера-ремесленники оставались приверженными политике защиты евреев и пытались успокоить народ и предотвратить погром. Католическому духовенству было предписано двумя папскими буллами Папы Климента VI в прошлом году (июль и сентябрь 1348 года) проповедовать против тех, кто обвиняет евреев в отравлении колодцев как «соблазненных этим лжецом, дьяволом».

### Тактические меры
Поначалу совет пытался опровергнуть утверждения об отравлении колодцев, возбуждая судебные процессы против ряда евреев и подвергая их пыткам. Как и следовало ожидать, они не сознались в содеянном. Несмотря на это, они все равно погибли на колесовании. Кроме того, еврейский квартал был оцеплен и охранялся вооруженными людьми, чтобы защитить евреев от населения и возможных чрезмерных реакций. Мастера-торговцы хотели сохранить законный процесс в отношении евреев; в их положении, в котором они сами все чаще подвергались нападкам, это было вопросом самосохранения и удержания власти. Погром мог легко перерасти в неконтролируемое восстание народа. Насколько серьёзно была воспринята эта угроза восстания видно из письма городского совета Кельна 12 января 1349 года к лидерам Страсбурга, которые предупреждали, что подобные беспорядки со стороны простого народа привели к большому злу и опустошению в других городах. Кроме того, эти беспорядки могли дать противникам возможность самим взять власть. Буржуазия, в конце концов, пришла к тому, чтобы занять ведущие политические позиции подобным же образом, когда она использовала спор между дворянскими семьями Цорна и Мюлленхайма в своих интересах.

### Долг защищать евреев
Будучи фактическим хозяином над евреями, город был обязан защищать их, тем более что они платили значительные суммы денег в обмен на это. Питер Сварбер также указал на это: город собрал деньги и дал взамен гарантию их сохранности—с письмом и печатью. Город должен исполнить этот долг по отношению к евреям. Поэтому он не мог и не хотел согласиться на истребление евреев, и эта позиция, несомненно, укреплялась страхом перед негативными последствиями для экономического развития города. Ослабление города означало бы также ослабление патрицианской буржуазии, которая полагалась на стабильные политические условия и здоровую городскую экономику для своей дальней торговли. Евреи играли в этом особенно важную роль: люди зависели от их кредита для крупных инвестиций, их надрегиональная роль банкиров обеспечивала позитивный баланс в торговле для Страсбурга, и они наполняли городскую казну за счет налогов, которые они платили. Поэтому было достаточно причин, чтобы оставаться приверженным политике защиты евреев.

### Отстранение хозяев
Мотивы, которыми руководствовались мастера-торговцы, были скрыты от жителей Страсбурга. Напротив, они считали гораздо более вероятной другую причину: ходили слухи, что мастера-торговцы позволили евреям подкупить себя, и именно поэтому они так решительно защищали их против воли большинства. Поэтому считалось важным сначала отстранить хозяев от власти, что позволило бы большинству пробиться сквозь волю народа.

#### Восстание ремесленников
В хрониках дан подробный обзор процесса движений мастеров. В понедельник 9 февраля ремесленники собрались перед собором и перед толпой, сообщили мастерам, что они больше не позволят им оставаться на своем посту, так как у них слишком много власти. Эта акция, по-видимому, была заранее организована среди гильдий, так как они имели свои знамёна гильдии с ними и также казались организованными гильдиями. Мастера пытались убедить ремесленников разогнать собравшуюся толпу, но безуспешно, однако они и не предпринимали никаких попыток выполнить требования мятежников. Ремесленники, после исчерпывающих дебатов, в которых участвовали не только представители гильдий, но и наиболее выдающиеся рыцари и горожане, решили предпринять новую попытку. Теперь хозяевам стало окончательно ясно, что у них больше нет поддержки, и они оставили свои посты. Таким образом, гильдии достигли своей цели: последнее препятствие на пути их требования уничтожить евреев было отброшено, и теперь они имели больше возможностей участвовать в городской политике. Раньше им в этом отказывали, хотя в 1332 году они помогли буржуазным патрициям получить власть.

#### Организаторы переворота
Дворянские семьи Цорна и Мюлленхайма, которые в то время были отстранены от власти, пытались восстановить свое прежнее положение, но для этого им пришлось сотрудничать с гильдиями. В летописях это сотрудничество встречается снова и снова: дворянские семьи приносили свое оружие одновременно с ремесленниками, когда последние собирались перед собором, они были вовлечены в дебаты во время восстания, и именно дворяне предъявляли требования мастерам от имени ремесленников. Дворяне сотрудничали не только с гильдиями, но и с епископом Страсбургским. Об этом свидетельствует встреча, состоявшаяся за день до восстания и касавшаяся «еврейского вопроса». На этой встрече мог обсуждаться только лишь способ избавления от евреев; то, что они должны были уйти, было решено уже за месяц до этого. По этому случаю Страсбургский епископ, представители городов Страсбург, Фрайбург и Базель, а также местные эльзасские правители встретились в Бенфельде, чтобы спланировать свои действия в отношении евреев. Питер Сварбер действительно знал об этом соглашении епископа и Эльзасской знати, поэтому он предупредил: если епископ и дворяне добьются успеха против него в «еврейском вопросе», они не успокоятся, пока не добьются успеха и в других делах. Но его не смогли отговорить от антиеврейской позиции.

#### Результаты переворота
В результате переворота старые дворянские семьи вернули себе большую часть прежней власти, гильдии вернули себе политическое участие, и многие ожидали антисемитской политики от нового политического руководства (в то время как между 1332 и 1349 годами ни один дворянин не занимал должность мастера, теперь два из четырёх городских мастеров были дворянами). Было также удовлетворено требование об уменьшении власти мастеров. Старые мастера были наказаны (городские мастера были отстранены от выборов в совет на 10 лет, ненавистный Питер Сварбер был изгнан, его имущество конфисковано), совет был распущен и восстановлен в течение следующих трех дней, и погром начался на следующий день.

## Погром

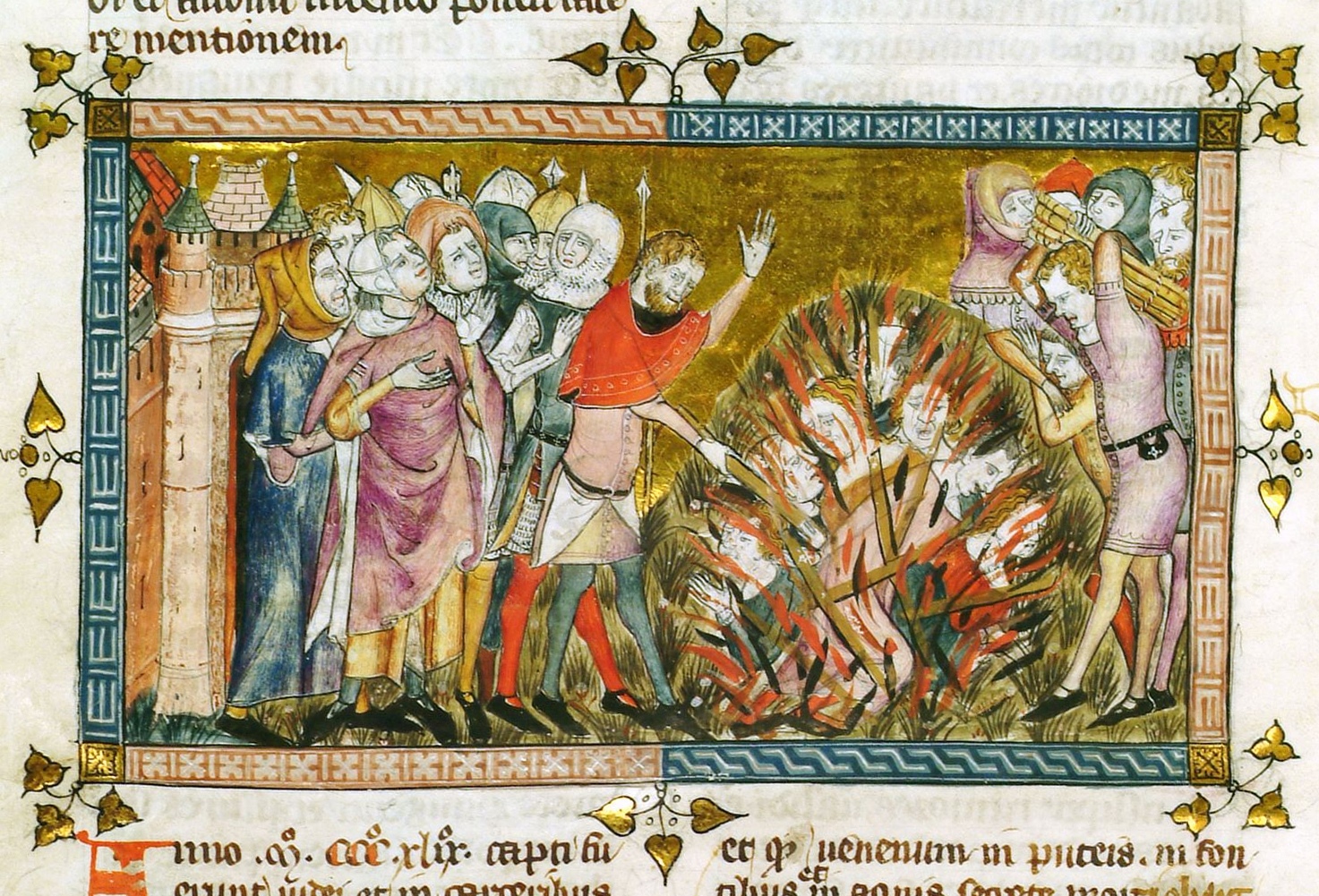
Сжигание евреев заживо в Страсбурге, 14 февраля 1349 года

Новые правители города не заботились ни о договоре покровительства с евреями, ни о финансовых потерях для города, возникших в результате погрома. Перед двумя низложенными чиновниками была поставлена задача привести евреев к месту их казни, делая вид, что они выводят их из Страсбурга. На этом месте был построен деревянный дом, в котором евреев сжигали заживо. Те евреи, которые были готовы креститься, а также дети и женщины, считавшиеся привлекательными, были спасены от сожжения заживо. Говорят, что бойня продолжалась шесть дней.

### Итоги погрома
Избавившись от евреев, убийцы распределили имущество между собой, что говорит о другом мотиве убийств. Убивая евреев, должники имели возможность восстановить себя, чем они постоянно пользовались. Многие из тех, кто содействовал свержению, были в долгу у евреев, и это показывает связь между свержением господ торговцев и погромом. Помимо страсбургских дворян и граждан, епископ Бертольд фон Бухегг был также обязан евреям, как и некоторые землевладельцы, даже некоторые суверенные князья, такие как маркграф Баденский и граф Вюртембергский. Деньги евреев были поделены между ремесленниками по решению Совета, возможно, как своего рода «награда» за их поддержку в свержении господ торговцев. Это, вероятно, было обещано ремесленникам заранее, и перспектива получить долю еврейского состояния, возможно, ещё больше побудила их к убийству.

### Обеспечение сохранности еврейской собственности в руках граждан
После того, как было решено распределить добычу между гражданами, они должны были убедиться, что она не будет никем возвращена. Ибо король Карл IV начал играть в политику со Страсбургским еврейским наследием, предоставляя евреям крупномасштабные выплаты по долгам. Возможно, что те немногие страсбургские евреи, которые ещё были живы, тоже хотели выкупить свои права на собственность. Поэтому были приняты контрмеры. 5 июня 1349 года Страсбург заключил союз с епископом и эльзасской сельской знатью: город предлагал помощь во время войны и обещал вернуть все облигации, а также получил заверение, что епископ и дворяне поддержат Страсбург против любого, кто захочет привлечь его к ответственности за убийство евреев и конфискацию их имущества. Страсбургский Совет потребовал, чтобы его союзники также приняли меры против евреев. На самом деле, он даже пытался заставить те города и дворян, которые этого не сделали, принять меры через Земский мир. Благодаря этим мерам Страсбургу удалось сохранить полный контроль над еврейскими активами. В акте от 12 июля 1349 года Карл IV также отказался от своих притязаний.

## Политическая и экономическая сторона погрома
Страсбург был самым значительным городом на Верхнем Рейне в позднем Средневековье. С тех пор как в 1262 году епископское верховенство было отменено, город был самостоятельным и фактически свободным имперским городом. Происходили споры о престолонаследии между партией люксембургов (с Карлом IV) и партией виттельсбахов (с Людовиком Баварским (до 1347) и с Гюнтером фон Шварцбург) даже на городском политическом уровне, пытаясь с обеих сторон сформировать партии. Буржуазно-патрицианское руководство было до смерти Людовика на стороне Виттельсбахов, после чего оно встало на сторону Карла IV, но дворянство, наоборот, поддерживало Гюнтера фон Шварцбург.
Противоположности обеих партий отражены и в престолонаследии. В результате престолонаследия Закон о защите евреев также стал политически злоупотребляемым инструментом власти. Споры вызывали большие издержки, которые стремились компенсировать залогом королевских прав евреев. В Страсбурге возникла интересная ситуация, что оставшееся право для евреев соперниками было присуждено различным адресатам (Карл IV отдал в залог его 12 декабря 1347 графу фон "Отингену и Гюнтер 2 января 1349 графу фон Катценельнбогену). В результате возникла юридическая неопределенность, так как не было ясно, кто должен заботиться о защите евреев.
Хотя Карл IV утратил свои первоначальные права на пользование страсбургскими евреями, возникает вопрос, почему он ничего не предпринимал для их защиты и не поддерживал своего партийного деятеля Питера Сварбера. Однако при этом его возможности были ограничены, и были ли желаемыми последствиям — более чем сомнительно. Тем не менее, он мог хотя бы угрожать инициаторам погрома, исключая их из амнистии (амнистию мог предоставить только король). Но, возможно, ему и не было дела до защиты Страсбургской еврейской общины, так как ему представилась возможность снова заработать на утраченных правах путем убийства евреев. Ведь он сразу же после погрома предъявил требования к Страсбургскому совету на том основании, что является законным правителем евреев, а значит, и наследником еврейских поместий, но этому противоречат его общие высказывания о евреях и тот факт, что, по его мнению, убийства евреев нанесли ему большой вред.

## Вывод
Страсбургское убийство евреев представляет собой спланированную акцию, основанную на ненависти к евреям широких слоев населения и имевшую в качестве главной цели освобождение от долгов. Этому погрому способствовало общественное положение евреев в Средние века как людей меньшего права и фактор религиозной неоднородности.
«Волны иррациональности», возникшие в связи с чумой, способствовали насилию в народе. Дворяне, похоже, осознали это и направили эту агрессию на гильдейских мастеров, внушив народу, что решение еврейского вопроса может быть достигнуто только путем низложения мастеров. Их противниками были не только дворяне и ремесленники, в восстании участвовала и буржуазия. Для этого можно привести, прежде всего, две причины. Первая заключалась в характере мастерских: мастера избирались пожизненно, и, в частности, Амманмейстер обладал большой властью. Кроме того, появились ярко выраженные антипатии к тогдашнему владельцу должности Петру Сварберу. Вместе, это было, вероятно, невыносимой ситуацией для многих. Вторая причина заключалась в том, что долженствование у евреев существовало не только у знати, были, вероятно, и некоторые провинившиеся граждане.
В Страсбурге, как и в других местах, после погрома существовала тенденция ставить убийство на законную ступень, утверждая, что евреи осуждены законно. Пытались также прикрыть лидерство высших слоев, тем самым подталкивая «вульгуса», то есть низший слой населения, к еврейскому погрому (В статьях к этому Маттиас фон Нойенбург часто употребляет выражение «вульгус»). Хаверкамп отмечает по этому поводу: «для городского населения, не представленного в Совете, включая городское бедное население, широко распространенная агитация против евреев не может быть подтверждена источниками. Но в любом случае эти, народные массы не участвовали в процессе принятия решений о евреях так же, как они играли существенную роль в изменении совета.»